# Acalypha veronicoides
Acalypha veronicoides é uma espécie de flor do gênero Acalypha, pertencente à família Euphorbiaceae.